# Гонохово (Каменський район)
Гоно́хово (рос. Гонохово) — село у складі Каменського району Алтайського краю, Росія. Адміністративний центр Гоноховської сільської ради.

## Населення
Населення — 739 осіб (2010; 970 у 2002).
Національний склад (станом на 2002 рік):
- росіяни — 94 %